# Puig Satoies
El Puig Satoies és una muntanya de 1.251 metres que es troba al municipi de la Vall d'en Bas, a la comarca catalana de la Garrotxa.